# Oui Care
 (novembre 2023).
- Si vous ne connaissez pas le sujet, laissez ce bandeau (vous pouvez alors contacter les auteurs).
- Si vous supprimez le contenu mis en cause (vous pouvez préalablement contacter les auteurs),

argumentez précisément cette suppression dans la page de discussion
(un manque de référence n'est pas un argument ; une recherche réelle de référence doit avoir été effectuée, être formellement documentée).
Le Groupe Oui Care est une société française de services à la personne, fondée en 1996.

## Historique
L’origine de l'entreprise O2[Quoi ?] remonte à 1999,[source insuffisante], avec la création à Paris de la société At Home[source insuffisante]. En 2000, Guillaume Richard se rapproche de la société Unipôles et engage une fusion des deux sociétés[source insuffisante].
En 2007, le groupe compte désormais une présence nationale avec 93 agences succursalistes, et plus de 2 000 salariés.
Deux ans plus tard, l'entreprise signe une convention de partenariat avec Pôle emploi et le Ministère de l'économie, de l'industrie et de l'emploi, puis en 2010, elle signe une convention nationale avec l'Agefiph.
En 2012, l'entreprise ouvre un réseau de franchises et fonde un institut de recherches. En 2015, le groupe compte 150 agences succursalistes et 75 franchises[source insuffisante].
En 2016, le groupe O2 acquiert Apef Services, entreprise basée à Montpellier qui avait un chiffre d'affaires de 43 millions d'euros, comparé à celui de O2 qui était de 152 millions d'euros.
Fin 2016, le groupe se renomme Oui Care.
En août 2017, Oui Care annonce l'acquisition d'Interdomicilio, une entreprise espagnole de services à la personne employant 450 personnes également présente au Paraguay et en Amérique latine.
En 2022, le Groupe Oui Care créé un CFA d'entreprise en proposant trois formations : conseiller commercial en partenariat avec le groupe IGS, coordinateur d'agence  et assistant de vie aux familles en partenariat avec la société Skill&You et l’AFPA).

## Activités
La société s’est développée autour de trois métiers de service à la personne à domicile : le ménage/repassage, la garde d'enfants, et l'accompagnement des personnes âgées ou handicapées.
En 2012, l'entreprise développe une microfranchise de jardiniers indépendants.
En 2013, un service d'aide à domicile pour les personnes en situation de handicap est créé [réf. nécessaire].

## Organisation
En 2024, le groupe est présidé par Guillaume Richard.
Son siège social est basé au Mans. En 2024, plus de 500 personnes y travaillent[réf. nécessaire].
La société emploie 17 500 en 2018et 20 000 en 2024 employés dans 700 agences en France[réf. nécessaire].
Le volume d'affaires de Oui Care en 2024 est de 450 millions d'Euros[réf. nécessaire].